# Ampulliferina lauri
Ampulliferina lauri är en svampart som beskrevs av P.M. Kirk & C.M. Kirk 1982. Ampulliferina lauri ingår i släktet Ampulliferina, divisionen sporsäcksvampar och riket svampar.   Inga underarter finns listade i Catalogue of Life.